# Лі Веньлян
Лі Веньлян (кит. 李文亮, піньїнь: Lǐ Wénliàng; 12 жовтня 1986, Бейчжень — 7 лютого 2020, Ухань
) — китайський лікар-офтальмолог, за деякими даними, першим повідомив про спалах коронавірусу COVID-19 та зазнав через це утисків з боку влади.

## Біографія
Народився 12 жовтня 1986 в повіті Бейчжень (провінція Ляонін). У 2004 вступив до Уханьської університетської школи медицини (медичного факультету Уханьського університету) і вчився там на офтальмолога. На другому році навчання вступив до Комуністичної партії Китаю. У 2011 завершив навчання, отримавши диплом магістра, і почав працювати  в офтальмологічному центрі Сяменьського університету (провінція Фуцзянь). У 2014 повернувся до Уханя й отримав посаду лікаря у Центральній лікарні міста.
Був одружений із Фу Сюецзе, їхньому сину 5 років. Фу була вагітною вдруге, коли її чоловік помер.

## Лі Веньлян та коронавірус
Стверджується, що 30 грудня 2019 року Веньлян першим повідомив про новий вірус, аналогічному вірусу SARS, в бесіді випускників медичного факультету Уханьського університету в чаті WeChat, після чого був викликаний до поліції і суворо попереджений про неприпустимість поширення чуток.

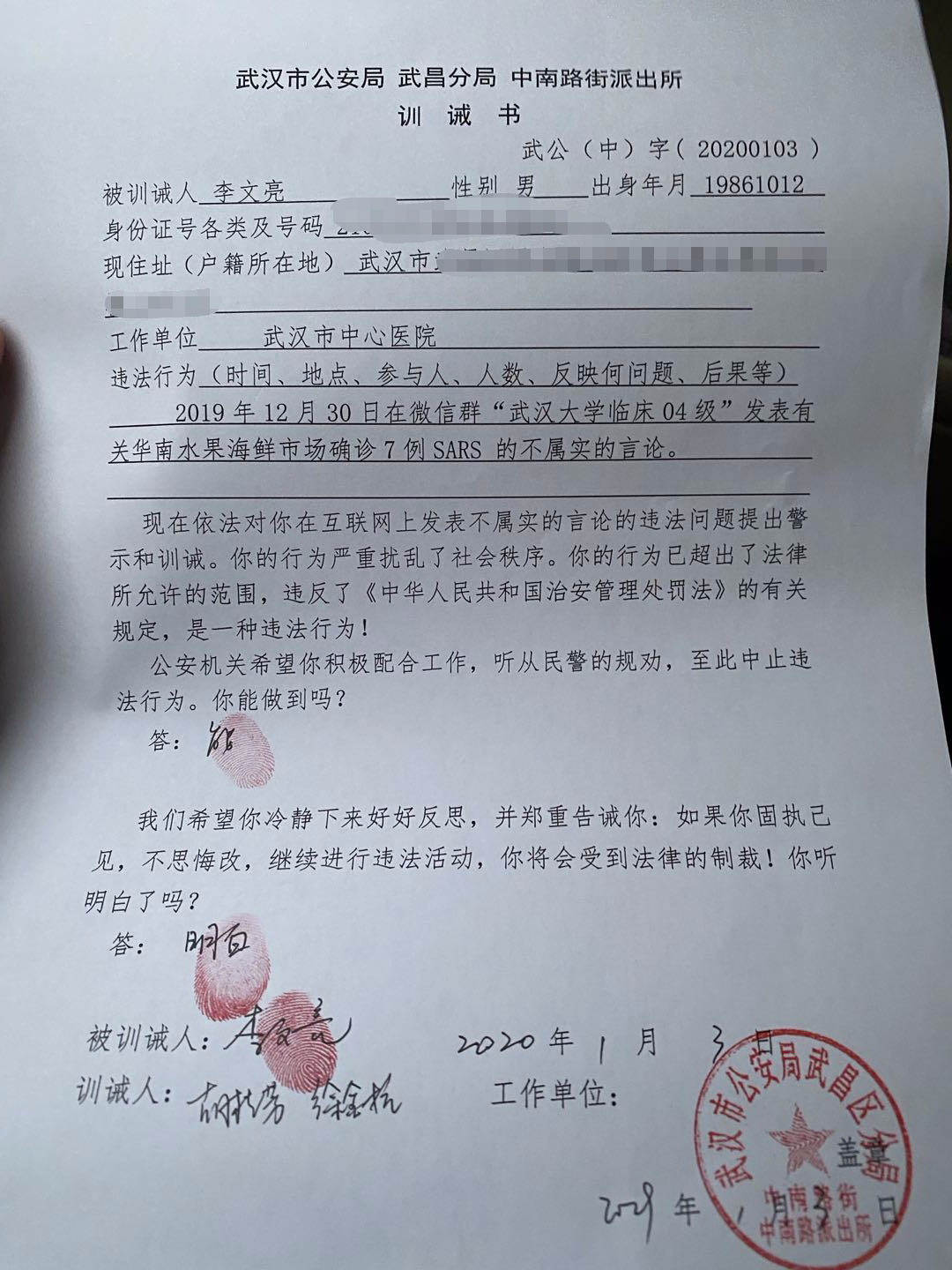
Розписка Лі Веньляна про те, що він попереджений про неприпустимість поширення неправдивих чуток, взята поліцією міста Ухань

## Смерть
Повернувшись до роботи, лікар продовжив прийом пацієнтів, включаючи інфікованих. 10 січня у Веньляна з'явилися симптоми вірусної інфекції. 12 січня він був госпіталізований, однак через брак діагностичних тестів для нового вірусу його діагноз був підтверджений лише 1 лютого. 5 лютого його стан різко погіршився, і на наступний день почали надходити повідомлення про його смерть, у яких часом смерті називалося 7 ранку. Виконавчий директор ВООЗ Майк Райан висловив співчуття у зв'язку зі смертю Лі Веньляна, заявивши: «Ми всі повинні віддати належне роботі, яку він робив». Протягом 6 лютого в китайських ЗМІ публікували суперечлива інформація щодо стану Лі Веньляна: повідомлялося, зокрема, що зупинка серця сталася о 21.30 6 лютого, і після цього Веньлян ще деякий час продовжував перебувати у відділенні інтенсивної терапії, де медики намагалися реанімувати. З остаточної інформації медик помер о 3 годині ночі 7 лютого, до цього часу вже багато громадських осіб і користувачів соцмереж висловили своє співчуття.